# Dark Funeral
Dark Funeral es una banda sueca de black metalformada en el año 1993 por Micke «Lord Ahriman» Svanberg y David «Blackmoon» Parland. Habiendo completado su formación con la integración de Joel «Draugen» Andersson y Paul «Themgoroth» Mäkitalo, grabaron su primer EP en el año 1994 y posteriormente su primer álbum de estudio bajo el sello MNW/No Fashion Records titulado The Secrets of the Black Arts y editado en 1996.
No obstante luego de su publicación, Themgoroth anunció su renuncia durante la gira en promoción y su partida marcó el inicio de constantes cambios en la formación de la banda, siendo Lord Ahriman el único miembro original. El elegido para reemplazarlo fue Magus Broberg (excantante de Hypocrisy) que tomó el nombre de Emperor Magus Caligula y participó en sus siguientes trabajos discográficos hasta el año 2010 cuando anunció su renuncia y fue reemplazado momentáneamente por Steve «Nachtgarm» Marbs durante unos meses, después de esos meses ese mismo año se separaron y no se volvieron a reunir hasta 2012.
Tras haber editado tres álbumes de estudio bajo el sello MNW/No Fashion Records, en el año 2001 Dark Funeral inició una batalla legal por los derechos de sus trabajos así como también por regalías no pagadas. En el año 2008 lograron ganar el juicio contra MNW/No Fashion Records y publicaron sus posteriores trabajos con la discográfica Regain Records hasta el año 2010 cuando finalizaron su se separaron por los proyectos paralelos de los integrantes, pero dos años después volverían, y en ese mismo año de 2012 firmaron Century Media Records con la cual siguen actualmente.

## Historia

### 1993-1994: Inicios
La historia de Dark Funeral inicio en el año 1993, cuando los guitarristas Micke «Lord Ahriman» Svanberg y David «Blackmoon» Parland llevaron a cabo audiciones con la intención de formar una banda de black metal. Para ocupar los puestos vacantes Joel «Draugen» Andersson fue reclutado para unírseles como baterista y Paul «Themgoroth» Mäkitalo como vocalista y bajista. Habiendo completado su formación, a mediados de 1994 editaron su primer EP de forma independiente titulado Dark Funeral (MCD).
Luego de su edición realizaron pequeñas giras a través de Europa acompañados por Gorgoroth y Marduk. Al finalizar estas presentaciones, el baterista Draugen fue expulsado de la banda y reemplazado por Peter «Equimanthorn» Eklund.

### 1995-1996: The Secrets of the Black Arts
Con la llegada del año 1995, la discográfica MNW/No Fashion decidió unirlos a su sello y de esa forma iniciar la producción de su primer álbum de estudio. Inicialmente habían contratado a Dan Swanö para actuar como productor, pero debido a que Blackmoon se encontraba insatisfecho con los resultados, Peter Tägtgren fue elegido para reemplazarle. El 25 de enero de 1996 fue puesto a la venta The Secrets of the Black Arts, que contó con una «versión» de «Satanic Blood» originalmente de la banda Von.
Meses después de su edición, iniciaron una gira titulada Under the Black Sun I que visitó diversos festivales a través Europa en su trayecto. Sin embargo al finalizarla, Themgoroth anunció su renuncia y Magus «Masse» Broberg, en ese entonces vocalista de Hypocrisy, fue elegido para reemplazarlo y adoptó el alias de Emperor Magus Caligula. La salida de Themgoroth significó el inicio de constantes cambios en la alineación de la banda, ya que más tarde tanto Equimanthorn como Blackmoon desistieron de sus puestos dejando a Dark Funeral sin baterista y guitarrista rítmico. 
Para el año 1996 Henrik «Typhos» Ekeroth y Tomas «Alzazmon» Asklund fueron contratados para ocupar los puestos vacantes, y ese mismo año realizaron su primera gira por Norteamérica llamada American Satanic Crusade.

### 1997-2000: Vobiscum Satanas
Tras finalizar la promoción de The Secrets of the Black Arts en septiembre de 1997, pusieron en marcha la producción de su siguiente álbum de estudio. Vobiscum Satanas, editado el 27 de abril de 1998 por el sello MNW/No Fashion, fue recibido por críticas generalmente positivas que elogiaron las habilidades vocales de Emperor Magus Caligula.
Luego de su publicación, resolvieron iniciar la gira The Innefable Kings of Darkness acompañados por Enthroned y Liar of Golgotha. No obstante a mediados de su trayecto, el guitarrista Typhos fue echado de la banda y Matti «Dominion» Mäkelä fue elegido para reemplazarlo. Posteriormente también sufrieron otro cambio en su formación cuando el baterista Alzazmon renunció y Robert Lundin se encargó de ocupar su puesto para completar las fechas restantes.
Al haber concretado la gira, en el año 2000 publicaron su segundo EP con el nombre de Teach Children to Worship Satan. En él figura un nuevo tema llamado «An Apprentice of Satan» y varias «canciones versionadas» de diversos artistas. Para promocionarlo decidieron girar nuevamente y anunciaron la llegada del nuevo baterista Matte Modin como miembro oficial al igual que la de Lord K Philipson, como bajista temporal, para que Emperor Magus Caligula se ocupe de cantar únicamente.

### 2001-2002: Diabolis Interium
Habiendo completado su nueva formación, con la integración de Richard Cabeza en reemplazo de Lord K para ser el bajista temporal, Dark Funeral inició la grabación de su nuevo disco en los estudios Abbys. Posteriormente su tercer álbum de estudio, Diabolis Interium, fue editado el 21 de septiembre de 2001 y debutó en el puesto número 45 de los discos más vendidos en su país natal. Este fue distribuido por diferentes sellos alrededor del mundo, incluyendo a MNW/No Fashion y Necropolis que juntos se encargaron de publicar el álbum en Europa.
Al poco tiempo de su edición, la banda dio inicio a la gira, Diabolis Interium World Tour I en Europa junto a los conjuntos Tidfall, Anorexia Nervosa y Ragnarok, la cual también se expandió hacia el este donde realizaron sus primeras presentaciones en Asia, que se llevaron a cabo en los países de Japón, Taiwán y Singapur. La segunda parte se concretó con una serie de presentaciones tituladas Diabolis Interium World Tour II a través de América.
Para octubre de 2002, se anunció la salida de Dominion en términos amigables y el 29 de noviembre de 2002 anunciaron el final de su contrato con el sello Necropolis.

### 2003-2005: De Profundis Clamavi Ad Te Domine

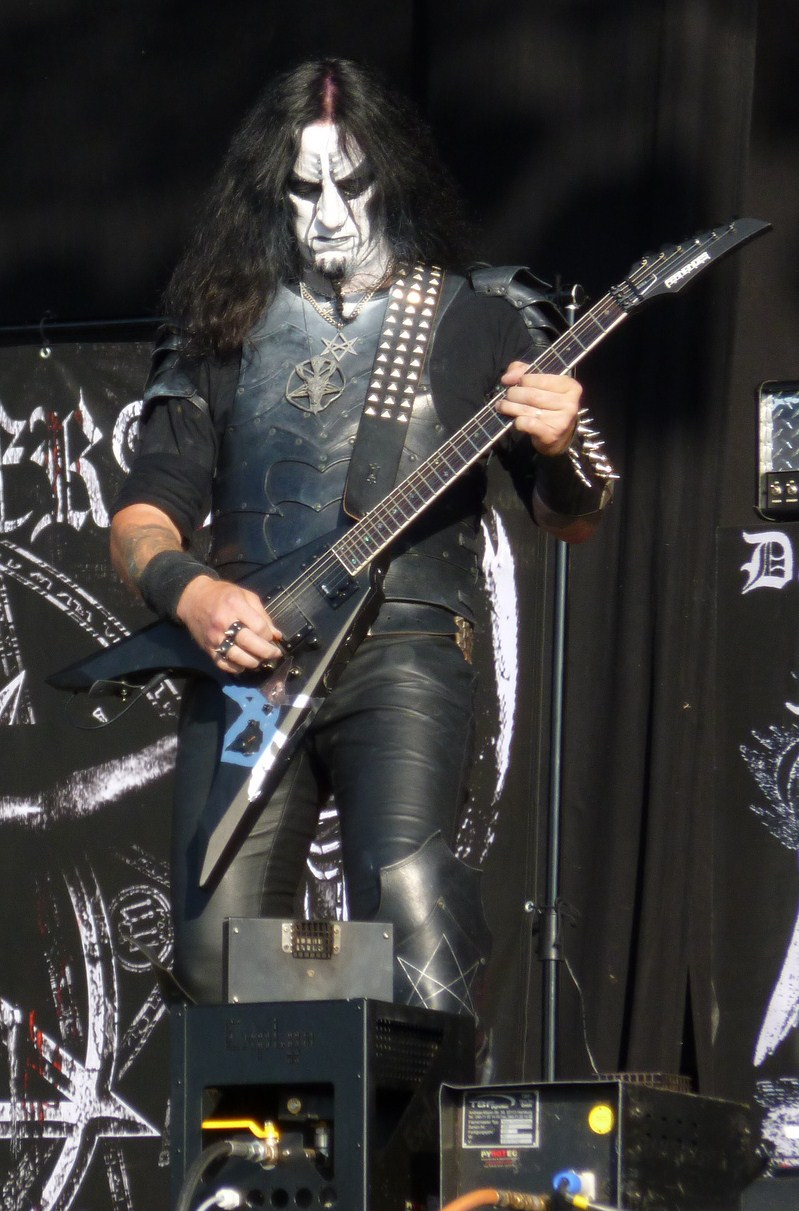
El guitarrista Bo «Chaq Mol» Karlsson en vivo.

Habiendo anunciado la finalización de su contrato con Necropolis y más tarde con MNW/No Fashion debido a una demanda por regalías no pagadas, esto les dio la oportunidad de buscar diferentes sellos para la publicación de sus próximos trabajos y el elegido fue Regain Records.
La llegada del año 2003 vio el ingreso de Bo «Chaq Mol» Karlsson en reemplazo de Dominion junto a una gira por Sudamérica en la cual decidieron grabar un álbum en vivo, que sería posteriormente editado bajo el nombre de De Profundis Clamavi Ad Te Domine.
Este fue puesto a la venta el 18 de julio de 2004 y luego de su lanzamiento se dirigieron a los continentes de Europa, América y Asia al haber sido llamados para encabezar los festivales Party San en Alemania, Swedish Nordic Rage de Suecia y LA's Gathering Of The Bestial Legions en Estados Unidos. Con la llegada del año 2004 Dark Funeral realizó su primer concierto en el país de Israel y más tarde se encargaron de completar la gira Black Winter Days Tour con presentaciones en Rusia y Ucrania.
Para comienzos del año 2005, avisaron que su contrato con Metal Blade Records para la distribución de sus discos en Estados Unidos se había concretado y el sello elegido para sustituirlo fue Candlelight Records.

### 2005-2008: Attera Totus Sanctus
Después de haber concretado con sus presentaciones y anunciado la llegada de su nuevo bajista Dalarnas län, alias B-Force, Dark Funeral se propuso iniciar la grabación de su nuevo álbum en los estudio Dug Out junto a los productores Daniel Bergstrand & Örjan Örnkloo. Para el 24 de octubre de 2005 la grabación de este se había concretado y estaba listo para ser puesto a la venta bajo el nombre de Attera Totus Sanctus.
Su nuevo trabajo fue promovido por el vídeo musical de la canción «Atrum Regina» y recibido por críticas positivas las cuales complementaron el cambio de voz que realizó Caligula en la grabación del álbum. Este también logró entrar en las listas suecas de los discos más vendidos al posicionarse en el puesto número 35.
Por lo que resto del año 2006, la banda inició una gira titulada Destroy All the Holy Tour a través de Sudamérica y en el 2007 por Europa en los países de Rusia y Ucrania. En el trayecto de la gira, el baterista Matte Modin fue echado de la banda debido a constantes cancelaciones por problemas personales y el elegido para reemplazarlo fue Nils Fjällström que tomó el nombre de Dominator. 
Junto un nuevo integrante y la reedición de sus anteriores trabajos bajo el sello de Regain Records, Dark Funeral se digirió a concretar la gira Destroy All the Holy Tour en Norteamérica y posteriormente editar, el 15 de noviembre de 2007, la primera parte de un DVD en vivo titulado Attera Orbis Terrarum Pt.1 y la segunda parte Attera Orbis Terrarum Pt.2 el 20 de octubre de 2008.

### 2009-presente: Angelus Exuro pro Eternus

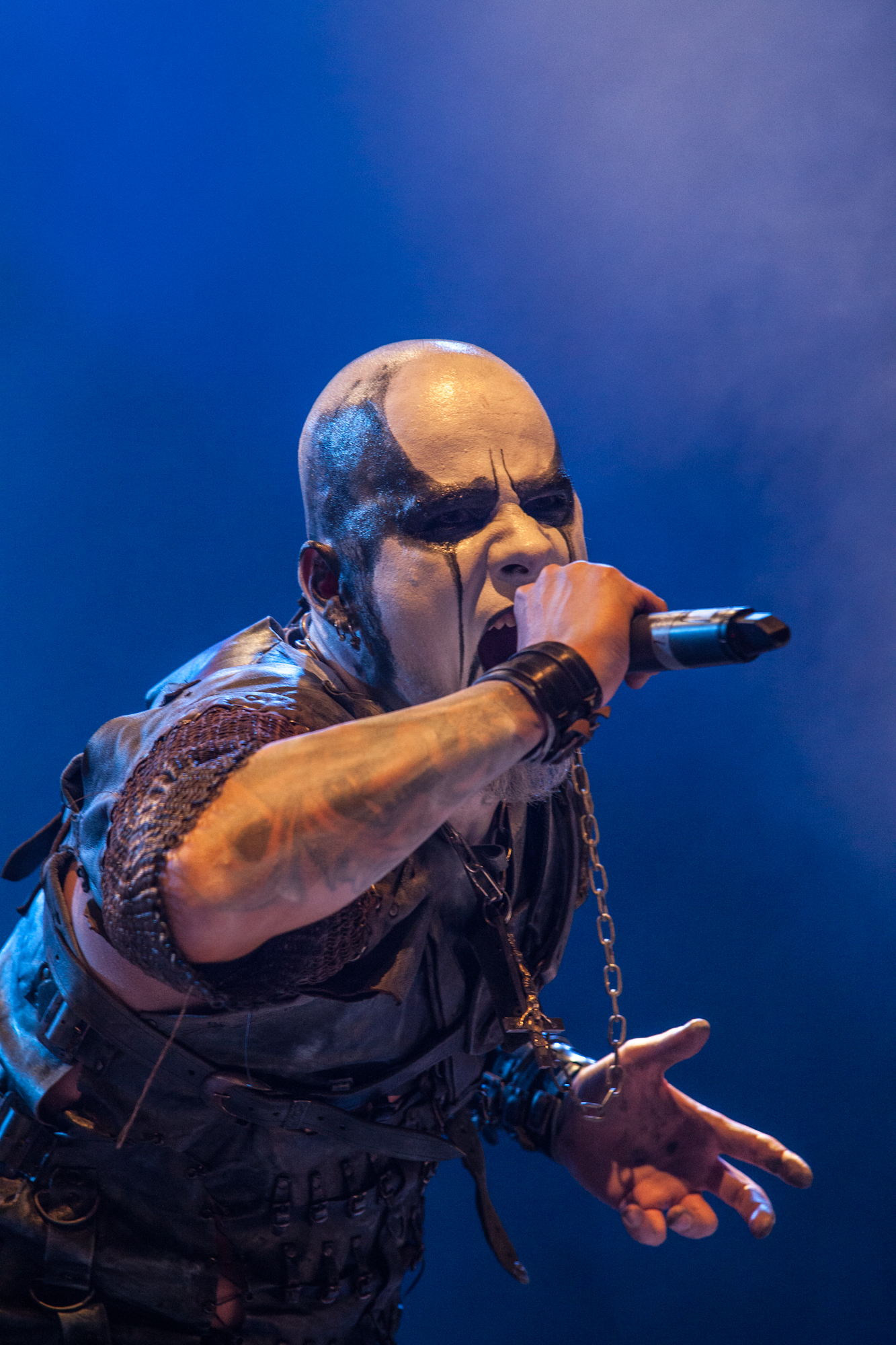
El cantante Steve «Nachtgarm» Marbs fue el elegido para reemplazar la salida de Emperor Magus Caligula.

Después de haber concretado con sus presentaciones en promoción de Attera Totus Sanctus, la banda inició el proceso de escritura de su próximo álbum de estudio, que tendría por nombre Angelus Exuro pro Eternus. Este fue producido por Peter Tägtgren  y masterizado por Jonas Kjellgren en los estudios Black Lodge. Habiendo realizado un vídeo de la canción «My Funeral» para promocionarlo, su quinto álbum de estudio fue editado bajo el sello de Regain Records y puesto a la venta el 18 de noviembre de 2009, junto a una edición especial que contiene un DVD en vivo grabado en un concierto por el 15º aniversario de la banda durante el festival sueco P&L.
Luego de haber publicado su nuevo trabajo, decidieron iniciar una gira para promocionarlo. Sin embargo en julio de 2010 el cantante Emperor Magus Caligula anunció que abandonaría la banda al finalizar una presentación en el festival Summer Breeze después de haber participado catorce años en esta. La salida de Caligula inició el proceso de la búsqueda para reemplazarlo aunque posteriormente otros dos miembros desistieron de sus puestos, B-Force y Dominator.
Luego de varias audiciones para reemplazar a Caligula, en agosto de 2011, Steve «Nachtgarm» Marbs fue elegido para ocupar su puesto y Dominator decidió integrarse nuevamente junto a la llegada de Tomas «Zornheym» Nilsson en reemplazo de B-Force. Al haber completado su nueva alineación, la banda se mantuvo girando por diversos países. Pero con la llegada del año 2012, Natchgarm anunció su renuncia y Emperor Magus Caligula fue llamado para reintegrarse pero solo como colaborador para concretar sus siguientes presentaciones.
El 3 de junio de 2016 lanzaron su nueva obra de estudio "Where Shadows Forever Reign" que consta de 9 canciones. Este nuevo álbum fue lanzado por el sello discográfico Century Media. Desde el 2009 no habían sacado nada, su último disco anterior a este reciente fue "Angelus Exuro Pro Eternus".

## Disputa con No Fashion Records
Desde que a Dark Funeral se le terminó el contrato con NFR, tuvo un gran conflicto con esta discográfica por los derechos de la banda, ya que No fashion promovió sus álbumes desde el principio de la banda así que ellos reclaman los derechos de los cuatro álbumes producidos por la discográfica, pero Dark Funeral sostiene que esto no es así, ya que ellos fueron los que firmaron con esta discográfica y en el contrato no decía nada de que cuando se terminaría el contrato con NFR se quedaría con los 3 primeros álbumes.
El 24 de octubre de 2008, Dark Funeral avisó en su página web que se había acabado la disputa con NFR y las otras discográficas, dejándoles el nombre de todas pertenencias de ellos desde su formación además de distribuir los álbumes por los países correspondientes, esto fue lo que dijo Lord Ahriman en una entrevista que le hizo la revista Abismo666 por la disputa con NFR. 
Lord Ahriman: 

Fueron cuatro años de espera los que se tomó para tener un nuevo álbum en nuestras manos, sí, fue un largo tiempo pero fue necesario para recuperar los derechos de nuestras previas producciones y a la vez, sacudirnos del contrato que nos unía a MNW Music / No Fashion Récords, ese pedazo de mierda se hace llamar sello discográfico y pretende hacer creer al mundo que se manejan como una empresa seria. Fue todo un proceso largo como a la vez tedioso salir del problema, pero lo conseguimos finalmente. Con esta mala experiencia acontecida pues estamos más cautelosos que de costumbre al firmar contrato con algún nuevo sello pues no deseamos vernos envueltos en el mismo aprieto, entonces, ahora sabemos cómo se manejan las cosas, cuáles son nuestros derechos y a diario estamos con los ojos bien abiertos para cuidar de nuestro bienestar y ahora firmamos con Regain Récords que es nuestro nuevo sello, ellos nos apoyan en todo sentido, en nuestro juicio ellos son uno de los mejores sellos en la actualidad y definitivamente a comparación de nuestra ex – antigua casa discográfica, son superiores.

Ahora Dark Funeral se encuentra con la discográfica Regain Records para Europa y Candlelight para América, también avisaron que el próximo álbum sería lanzado por la misma discográfica ya que renovó su contrato, el 8 de marzo de 2016 Dark Funeral reveló la portada de su próximo disco Where Shadows Forever Reign el cual será lanzado el 3 de junio vía Century Media.

## Discografía
Álbumes de estudio
- 1996: The Secrets of the Black Arts
- 1998: Vobiscum Satanas
- 2001: Diabolis Interium
- 2005: Attera Totus Sanctus
- 2009: Angelus Exuro pro Eternus
- 2016: Where Shadows Forever Reign
- 2022: We Are the Apocalypse

## Miembros
| - Heljarmadr - voz (2014-presente) - Lord Ahriman – guitarra líder (1993-presente) bajo (2016) - Chaq Mol – guitarra rítmica (2003-presente) - Jalomaah – batería (2018-presente) - Adra Melek – bajo (2018-presente) - Draugen – batería (1993-1994) - Blackmoon(†) – guitarras (1993-1996) - Themgoroth – voz y bajo (1993-1996) - Equimanthorn – batería (1994-1996) - Typhos – guitarras (1996-1998) - Alzazmon – batería (1996-1998) - Emperor Magus Caligula – voz (1996-2010, 2013-2014), bajo (1996-2002) - Gaahnfaust – batería (1996, 1998-2000) - Dominion – guitarras (1998-2002) - Matte Modin – batería (2000-2007) - Lord K Philipson – bajo (2001-2002) - Daemon – bajo (2002-2005) - B-Force – bajo (2005-2010) - Nachtgarm – voz (2012-2013) - Natt – bajo (2014-2016) - Dominator – batería (2007-2010, 2011-2017) |

1. ↑  Gaahnfaust participo en el álbum de The Secrets Of the Black Arts (no acreditado) para grabar las sesiones de batería en el año 1996.